# Neozephyrus koreana
Neozephyrus koreana är en fjärilsart som beskrevs av Riley 1939. Neozephyrus koreana ingår i släktet Neozephyrus och familjen juvelvingar. Inga underarter finns listade i Catalogue of Life.